# Johannes Mohn (Verleger, 1949)
Johannes Mohn (* 1949) ist ein deutscher Verleger und Unternehmer. Er ist Anteilseigner von Bertelsmann, Europas größtem Medienkonzern.

## Leben
Johannes Mohn wurde 1949 als ältester Sohn von Reinhard Mohn und seiner ersten Frau Magdalene geboren. Er wurde nach seinem Urgroßvater Johannes Mohn benannt. Dieser hatte 1881 Friederike Bertelsmann geheiratet, Tochter von Heinrich und Enkelin von Carl Bertelsmann, dem Gründer des Gütersloher Druck- und Verlagshauses Bertelsmann.
Bis 1978 studierte Mohn Wirtschaftsingenieurwesen. Seine berufliche Laufbahn begann er bei Philips Deutschland in Hamburg. Anschließend arbeitete er bei der Bertelsmann-Tochtergesellschaft Telemedia und war Mitglied der Geschäftsführung von Mohndruck. Bis 2008 hatte er weitere führende Positionen im Bertelsmann-Konzern inne, unter anderem als Chief Executive Officer von Sonopress in den Vereinigten Staaten. Zuletzt war er bei Bertelsmann als Executive Vice President für Medientechnologien verantwortlich.
Mohn gehörte sowohl dem Aufsichtsrat von Bertelsmann als auch dem Beirat der Bertelsmann Stiftung an. Heute investiert er in Technologieunternehmen. Ein Beispiel hierfür ist sein Engagement beim Unternehmen Seven Principles, dessen stellvertretender Aufsichtsratsvorsitzender er ist.